# Cuculluna cristagalli
Cuculluna cristagalli là một loài bướm đêm trong họ Noctuidae.